# Dudeștii Noi
Dudeștii Noi is een gemeente in het Roemeense district Timiș en ligt in de regio Banaat in het westen van Roemenië. De gemeente telt 3179 inwoners (2011). In 2004 splitste Dudeștii Noi zich af van de gemeente Becicherecu Mic. De Duitse en Hongaarse namen zijn respectievelijk Neubeschenowa en Ujbesenyö.

## Geografie
De oppervlakte van Dudeștii Noi bedraagt 53,96 km², de bevolkingsdichtheid is 46 inwoners per km².
De gemeente bestaat uit de volgende dorpen: Dudeștii Noi.

## Geschiedenis
In 1717 werd Dudeștii Noi officieel erkend.

## Bevolking

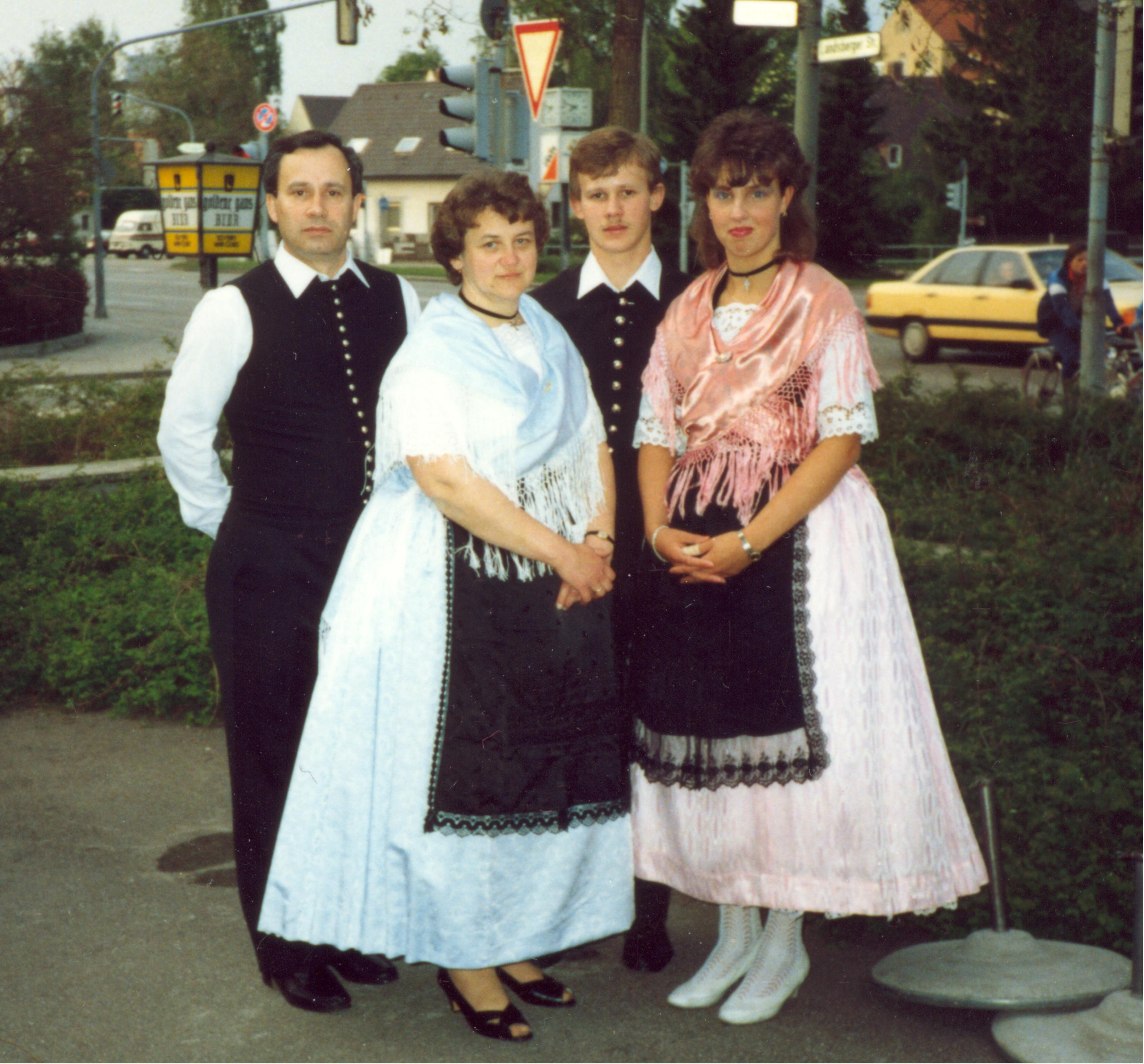
Traditionele klederdracht uit Neubeschenowa

Oorspronkelijk had Dudeștii Noi een Duitse bevolking. In 1880 vormden Duitsers 97% van de totale bevolking. De daaropvolgende decennia bleef het percentage Duitsers in de totale bevolking vrij stabiel. Zo vormden Duitsers  91% van de bevolking in 1941. Vanwege de Tweede Wereldoorlog, en de daarmee samenhangende deportaties van etnische Duitsers, daalde het aantal Duitsers, terwijl het aantal Roemenen toenam. Sinds 1966 vormen de Roemenen de grootste bevolkingsgroep in Dudeștii Noi. Na 1977 is de Duitse bevolking van Dudeștii Noi bijna verdwenen. In 2011 werden er slechts 44 Duitsers geregistreerd, iets meer dan 1% van de bevolking. Bijna 87% van de bevolking bestond dat jaar uit etnische Roemenen, terwijl de Roma 5% van de bevolking vormden. 

## Politiek
De burgemeester van Dudeștii Noi is Alin-Adrian Nica (PNL).

Onderstaande staafgrafiek toont de uitslagen van de gemeenteraadsverkiezingen van 6 juni 2004, naar stemmen per partij. 

## Afbeeldingen

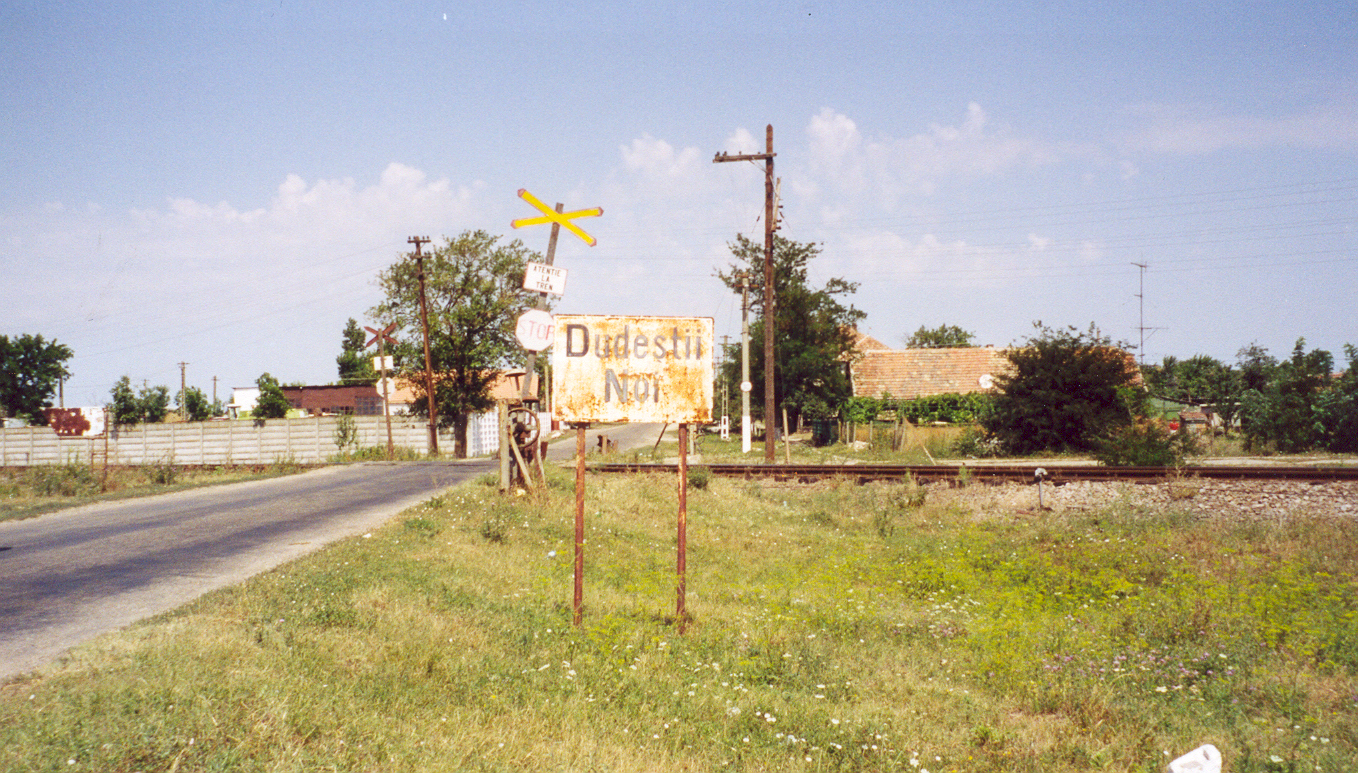
Toegangsbord (2003)
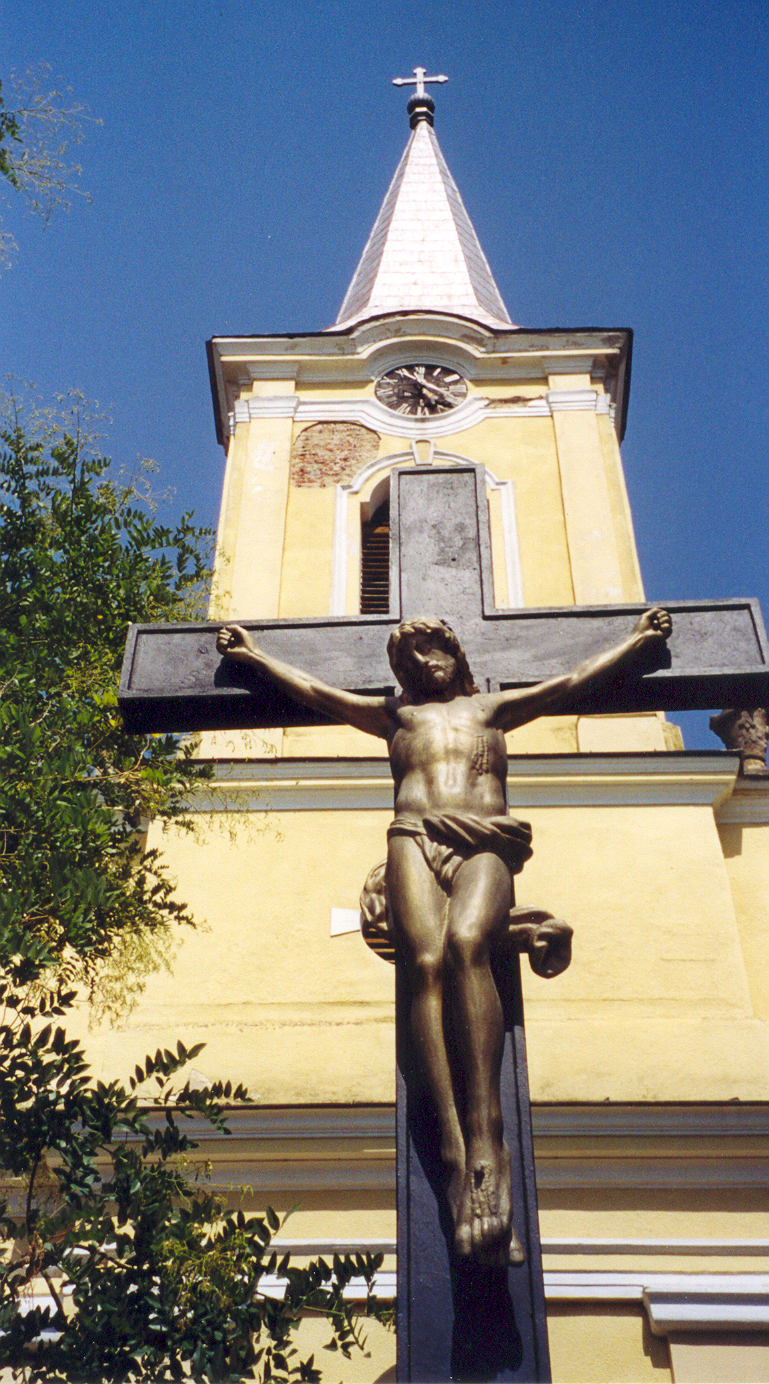
De kerk van Dudeştii Noi
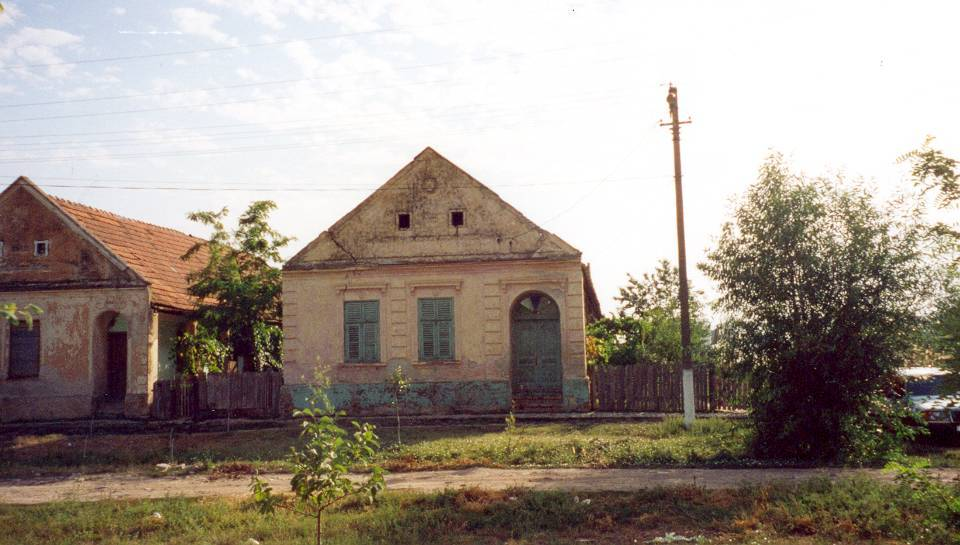
Huizen
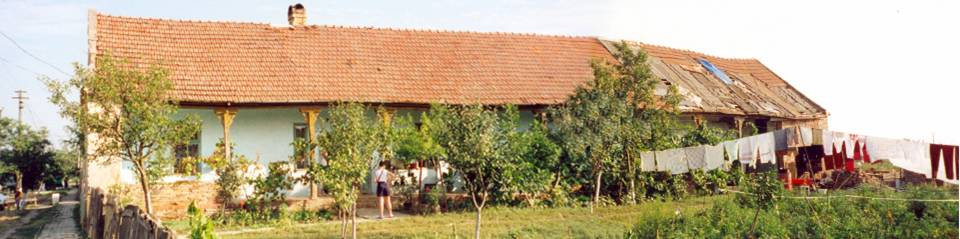
Huizen
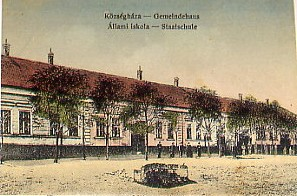
School
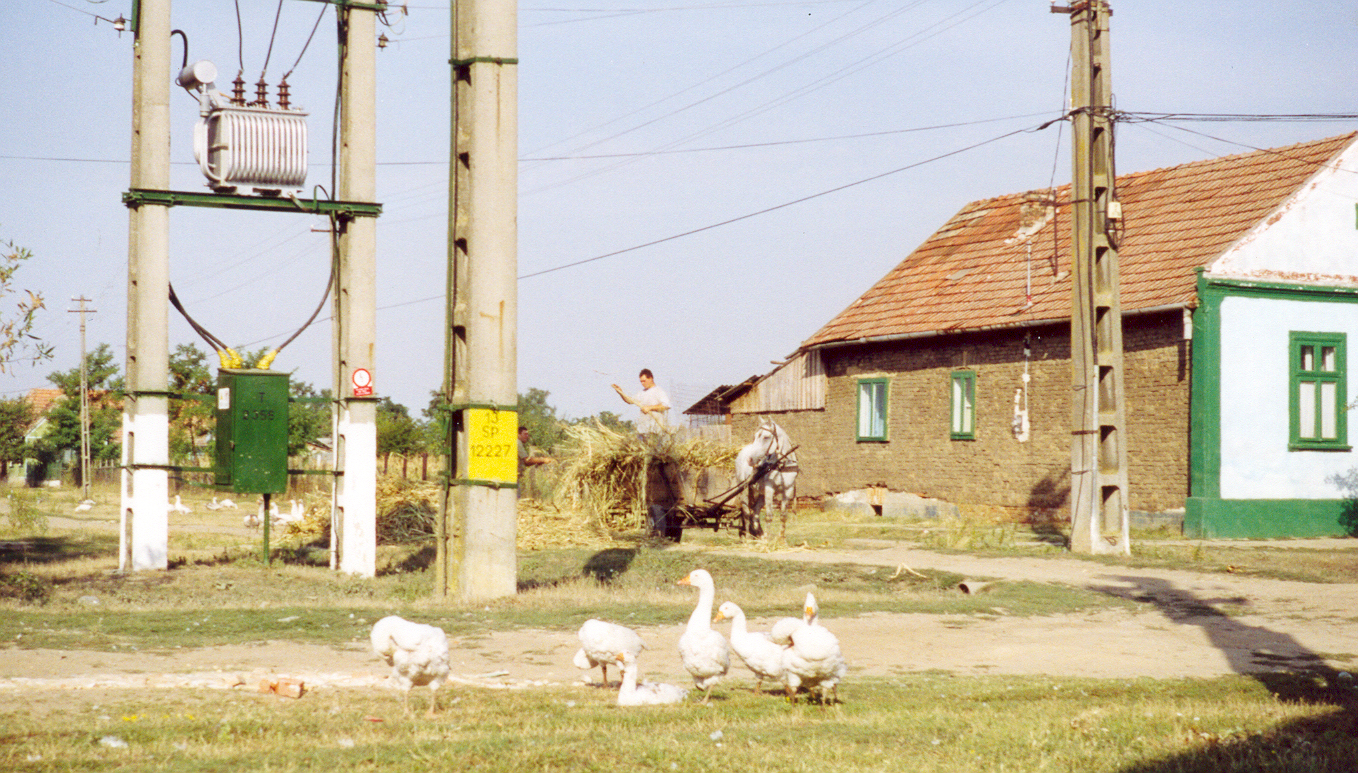
Het straatbeeld (2003)
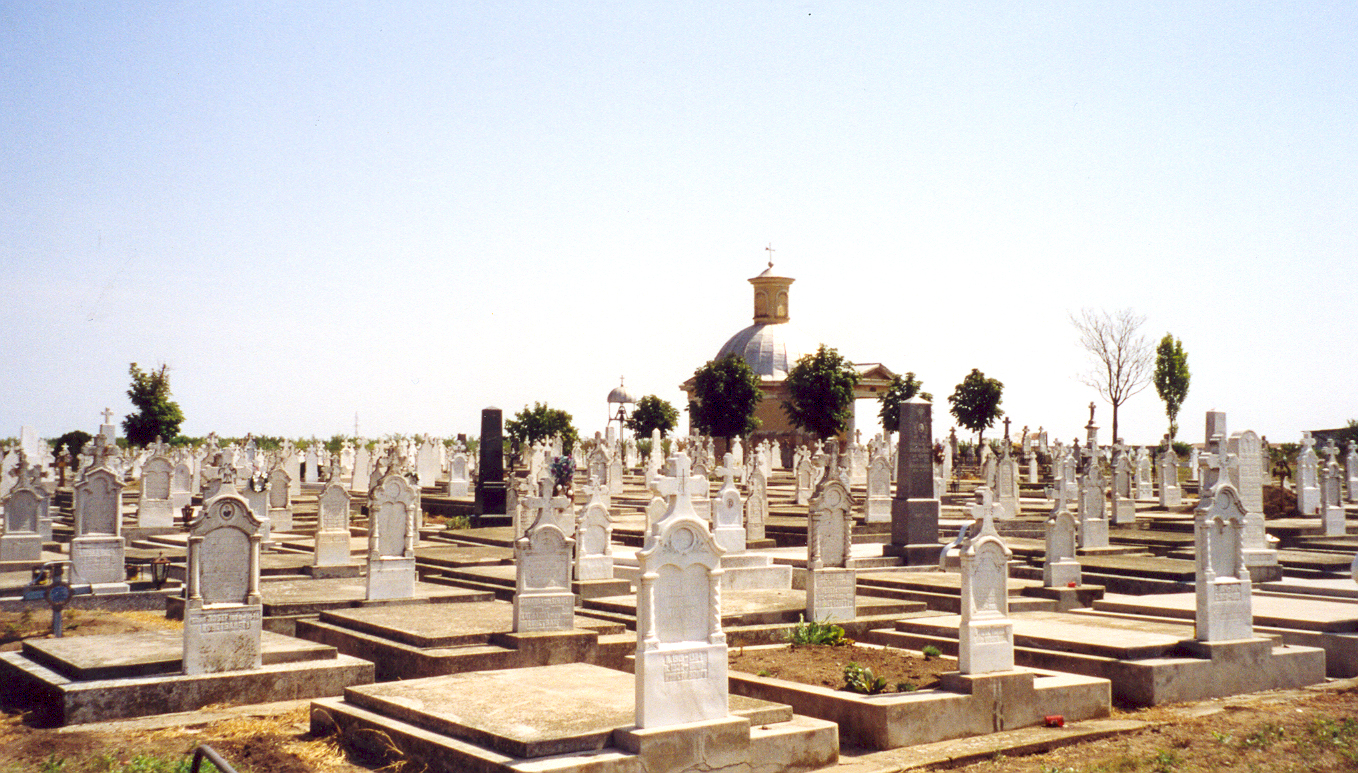
De begraafplaats

Balinț · Banloc · Bara · Bârna · Beba Veche · Becicherecu Mic · Belinț · Bethausen · Biled · Birda · Bogda · Boldur · Brestovăț · Cărpiniș · Cenad · Cenei · Checea · Chevereșu Mare · Comloșu Mare · Coșteiu · Criciova · Curtea · Darova · Denta · Dudeștii Noi · Dudeștii Vechi · Dumbrava · Dumbrăvița · Fibiș · Fârdea · Foeni · Gavojdia · Ghilad · Ghiroda · Ghizela · Giarmata · Giera · Giroc · Giulvăz · Gottlob · Iecea Mare · Jamu Mare · Jebel · Lenauheim · Liebling · Lovrin · Margina · Mașloc · Mănăștiur · Moravița · Moșnița Nouă · Nădrag · Nițchidorf · Ohaba Lungă · Orțișoara · Parța · Pădureni · Peciu Nou · Periam · Pietroasa · Pișchia · Racovița · Remetea Mare · Sacoșu Turcesc · Saravale · Satchinez · Săcălaz · Secaș · Sânandrei · Sânmihaiu Român · Sânpetru Mare · Șag · Şandra · Știuca · Teremia Mare · Tomești · Tomnatic · Topolovățu Mare · Tormac · Traian Vuia · Uivar · Valcani · Variaș · Victor Vlad Delamarina · Voiteg